# Finale della Coppa dei Campioni 1973-1974
La Finale della Coppa dei Campioni 1973-1974 fu ricordata per essere stata la prima a terminare in parità dopo i tempi supplementari e fu necessaria la ripetizione per assegnare il trofeo al vincitore. La prima gara si disputò il 15 maggio 1974 presso lo Stadio Heysel di Bruxelles tra gli spagnoli dell'Atlético Madrid e i tedeschi del Bayern Monaco. Per entrambe le compagini si trattò della prima finale raggiunta nella loro storia. All'incontro assistettero circa 48 722 spettatori. Il match, arbitrato dal belga Vital Loraux, finì 1-1 dopo i supplementari e fu necessario il replay della gara, poiché all'epoca non erano previsti i tiri di rigore per la finale.
La seconda gara si disputò appena due giorni dopo, il 17 maggio, sempre presso lo Stadio Heysel di Bruxelles, ma fu arbitrata dal belga Alfred Delcourt. All'incontro assistettero solo 23 283 spettatori e il match terminò 4-0 per i bavaresi.

## Le squadre
| Squadre         | Partecipazioni precedenti (il grassetto indica la vittoria) |
| --------------- | ----------------------------------------------------------- |
| Bayern Monaco   | Nessuna                                                     |
| Atlético Madrid | Nessuna                                                     |

## Il cammino verso la finale
Il Bayern Monaco esordì al primo turno contro gli svedesi dell'Åtvidaberg; le partite di andata e ritorno si conclusero entrambe 3-1 e furono necessari i rigori per sancire il vincitore. Agli ottavi ci fu il derby con la Dinamo Dresda, campioni della Germania dell'Est, che fu superata con un risultato complessivo di 7-6. Ai quarti i bulgari del CSKA Sofia furono battuti con un 5-3 tra andata e ritorno. In semifinale, contro gli ungheresi dell'Újpest, un agevole 3-0 spianò il cammino verso la conquista del titolo.
L'Atlético Madrid iniziò il cammino europeo contro i turchi del Galatasaray, che batté in trasferta 1-0 ai supplementari. Agli ottavi i rumeni della Dinamo Bucarest furono sconfitti con un risultato complessivo di 4-2. Ai quarti di finale i colchoneros eliminarono la Stella Rossa vincendo ancora in trasferta, stavolta per 2-0. In semifinale il Celtic si arrese ai rojiblancos per 2-0 a Madrid, dopo aver pareggiato 0-0 in Scozia in quella che viene ricordata come "la partita della vergogna" a causa dell'estrema violenza perpetrata dai giocatori della squadra spagnola, che terminò la partita con tre espulsioni e sette giocatori ammoniti.

## Le partite
I primi venti minuti della partita sono tutti di marca tedesca, col Bayern che dimostra la sua superiorità tecnica e Franz Beckenbauer che è l'autentico cervello della squadra. Nessuna delle compagini trova la rete e a partire dal secondo tempo l'Atlético inizia a imporre il proprio ritmo, bloccando i tedeschi a centrocampo. I novanta minuti finiscono sullo 0-0 e il primo tempo supplementare è un arrembaggio colchonero, col Bayern che si affaccia timidamente alla porta difesa da Miguel Reina. Nei secondi quindici minuti di proroga l'Atlético Madrid trova la rete a sei minuti dal termine con Luis Aragonés, ma a spegnere i sogni di gloria dei campioni di Spagna ci pensa Hans-Georg Schwarzenbeck che pareggia a un minuto dal termine. La gara quindi finisce uno a uno e, poiché non sono previsti i tiri di rigore in finale, si andrà alla ripetizione.
Il replay, giocato due giorni dopo, vede trionfare in maniera impeccabile i campioni di Germania. L'Atlético Madrid non è altro che l'ombra della grande squadra che aveva affrontato il Bayern 48 ore prima e la migliore condizione fisica dei tedeschi fa sì che non ci sia partita.
Due doppiette, una di Uli Hoeneß e l'altra di Gerd Müller, danno il primo titolo continentale al Bayern Monaco. Questa volta i bavaresi trovano il vantaggio già nel primo tempo, per poi dilagare con altre tre reti nel secondo. L'Atlético non entra mai in partita e viene umiliato senza diritto di replica.

## Tabellini

### Finale
| Arbitro: | Vital Loraux |

|                    |           |               |
| Schwarzenbeck 119’ | Marcatori | 114’ Aragonés |

| Bayern Monaco | Atletico Madrid |

| Bayern Monaco |    |                          |
|               |    |                          |
| P             | 1  | Sepp Maier               |
| D             | 2  | Johnny Hansen            |
| D             | 4  | Hans-Georg Schwarzenbeck |
| C             | 5  | Franz Beckenbauer        |
| D             | 3  | Paul Breitner            |
| D             | 8  | Rainer Zobel             |
| A             | 11 | Jupp Kapellmann          |
| C             | 6  | Franz Roth               |
| A             | 7  | Conny Torstensson 75'    |
| C             | 10 | Uli Hoeneß               |
| A             | 9  | Gerd Müller              |
| Sostituzioni: |    |                          |
| C             | 12 | Bernd Dürnberger 75'     |
| Allenatore:   |    |                          |
| Udo Lattek    |    |                          |

| Atlético Madrid     |    |                       |
|                     |    |                       |
| P                   | 1  | Miguel Reina          |
| D                   | 2  | Melo                  |
| D                   | 3  | José Luis Capón       |
| C                   | 4  | Adelardo Rodríguez    |
| D                   | 5  | Ramón Heredia         |
| C                   | 6  | Eusebio Bejarano      |
| A                   | 7  | José Ufarte 60'       |
| A                   | 8  | Luis Aragonés         |
| A                   | 9  | José Eulogio Gárate   |
| A                   | 10 | Javier Irureta        |
| A                   | 11 | Ignacio Salcedo 85'   |
| Sostituzioni:       |    |                       |
| A                   | 14 | Alberto Fernández 85' |
| C                   | 15 | Heraldo Bezerra 60'   |
| Allenatore:         |    |                       |
| Juan Carlos Lorenzo |    |                       |

### Finale (ripetizione)
| Arbitro: | Alfred Delcourt |

|  |           |                                 |
|  | Marcatori | 38’, 83’ Hoeneß 58’, 71’ Müller |

| Atletico Madrid | Bayern Monaco |

| Atlético Madrid     |    |                        |
|                     |    |                        |
| P                   | 1  | Miguel Reina           |
| D                   | 2  | Melo                   |
| D                   | 3  | José Luis Capón        |
| C                   | 4  | Adelardo Rodríguez 60' |
| D                   | 5  | Ramón Heredia          |
| C                   | 6  | Eusebio Bejarano       |
| A                   | 7  | Ignacio Salcedo        |
| A                   | 8  | Luis Aragonés          |
| A                   | 9  | José Eulogio Gárate    |
| A                   | 10 | Alberto Fernández 85'  |
| A                   | 11 | Heraldo Bezerra        |
| Sostituzioni:       |    |                        |
| C                   | 14 | Domingo Benegas 59'    |
| A                   | 16 | José Ufarte 65'        |
| Allenatore:         |    |                        |
| Juan Carlos Lorenzo |    |                        |

| Bayern Monaco |    |                          |
|               |    |                          |
| P             | 1  | Sepp Maier               |
| D             | 2  | Johnny Hansen            |
| D             | 4  | Hans-Georg Schwarzenbeck |
| C             | 5  | Franz Beckenbauer        |
| D             | 3  | Paul Breitner            |
| D             | 8  | Rainer Zobel             |
| A             | 11 | Jupp Kapellmann          |
| C             | 6  | Franz Roth               |
| A             | 7  | Conny Torstensson        |
| C             | 10 | Uli Hoeneß               |
| A             | 9  | Gerd Müller              |
| Allenatore:   |    |                          |
| Udo Lattek    |    |                          |